# WDMA
Nelle telecomunicazioni WDMA, (acronimo inglese di Wavelength Division Multiple Access), detto, quando viene utilizzato nelle Lan ottiche, nella versione multifrequenza DWDM (Dense Wavelength Division Multiplexing), è un protocollo a livello di collegamento che si occupa di assegnare il canale senza conflitti.
Tramite distribuzione in frequenze (FDM - Frequency Division Multiplexing) si divide lo spettro trasmissivo in due canali di diverse dimensioni:
- Il canale più piccolo viene usato per trasmettere informazioni di controllo.
- Il canale più grande viene usato per trasmettere i dati.

Inoltre tutti i canali sono divisi in intervalli di tempo, detti slot, che vengono tenuti sincronizzati da un clock comune. 
Nel canale dati, ogni n slot (con n numero intero), ce n'è uno dedicato alla comunicazione dello stato attuale di occupazione degli slot (ad esempio {\displaystyle s_{n}=s_{1}(occupato),s_{2}(libero),...,s_{n-1}(occupato)}).

## Esempio di stazione WDMA
Ogni stazione rileva le comunicazioni che avvengono sul proprio canale di controllo e si sintonizza sulla lunghezza d'onda del trasmettitore per ricevere i dati.
Una stazione WDMA è composta da:
- Un ricevitore a lunghezza d'onda fissa per il canale di controllo.
- Un trasmettitore sintonizzabile per il canale di controllo.
- Un ricevitore a lunghezza d'onda fissa per il canale dati.
- Un trasmettitore sintonizzabile per il canale dati.

## Tipi di traffico
Questo protocollo supporta tre tipi di traffico:
- A velocità costante orientato alla connessione:

1. la sorgente attende un intervallo di stato per trovare uno slot libero sul canale di controllo.
2. la sorgente inserisce una CONNECTION REQUEST, cioè la richiesta di iniziare una connessione con il destinatario, nello slot libero.
3. la sorgente invia la dimensione dell'intervallo di silenzio tra due trasmissioni.

- A velocità variabile orientato alla connessione:

1. la sorgente attende un intervallo di stato per trovare uno slot libero sul canale di controllo.
2. la sorgente inserisce una CONNECTION REQUEST, cioè la richiesta di iniziare una connessione con il destinatario, nello slot libero.

- Senza connessione:

1. la sorgente attende un intervallo di stato per trovare uno slot libero sul canale di controllo.
2. la sorgente trasmette il numero dello slot in cui si troverà il dato.